# Васил Попов (Велика)
Вижте пояснителната страница за други личности с името Васил Попов.
Васил Станчов Попов е български революционер, деец на Вътрешната македоно-одринска революционна организация.

## Биография
Роден е в 1882 година в в село Велика, Малкотърновско. В 1901 година влиза във ВМОРО и става председател на революционния комитет във Велика. От 1901 година е четник в първата агитационна чета на съселянина си Георги Кондолов. Участва на Конгреса на Петрова нива. След това през лятото на 1903 година участва в Илинденско-Преображенското въстание в 1903 година с четата на Христо Арнаудов в Одринско.
След това се установява в Кавакли, Свободна България и постъпва на държавна служба като полицейски пристав. Развива широко обществена дейност в тракийските бежански организации. Секретар е на Дружество „Тракия“ - Кавакли от 1927 до 1931 година. Поддържа кореспонденция с Василаки К. Георгиев, С. Димитров, М. Карагьозов, Н. Константинов, Петров, Димитър Попниколов, В. Попов, Н. Попов, Христо Силянов, Стоян Сталев, Васил Стоин, Д. Тошев, Ив. Тракийски, К. Хараламбов, Димо Янков и други.
Умира в 1934 година в Кавакли.